# Sin After Sin
| 전문가 평가                   | 전문가 평가 |
| 평가 점수                     | 평가 점수   |
| 출처                          | 점수        |
| ----------------------------- | ----------- |
| AllMusic                      | [ 1 ]       |
| Encyclopedia of Popular Music | [ 2 ]       |
| Record Collector              | [ 3 ]       |

《Sin After Sin》은 1977년 4월 8일에 컬럼비아 레코드가 발매한 영국의 헤비 메탈 밴드 주다스 프리스트의 세 번째 스튜디오 음반이다. 딥 퍼플의 베이시스트 로저 글로버가 프로듀싱한 이 음반은 밴드의 메이저 레이블 데뷔작이자, 레이블을 위한 첫 음반이며, 녹음 세션을 위해 오리지널 드러머 앨런 무어를 대신한 스튜디오 뮤지션인 드러머 사이먼 필립스가 참여한 유일한 음반이다.

## 배경
주다스 프리스트는 그들의 첫 두 장의 음반을 작은 걸 레이블에 발표한 후 그들의 음반 회사로부터의 재정적 지원의 부족이라고 보는 것에 불만을 품게 되었다. 그들의 전 음반인 《Sad Wings of Destiny》는 CBS 레코드의 주목을 받았으며, 신임 매니저 데이비드 헤밍스의 도움으로 CBS와 계약을 맺고 후속 음반에 6만 파운드의 예산을 지원받았는데, 이는 《Sad Wings of Destiny》 음반의 가사에서 "sin after sin"이라는 타이틀 문구를 〈Genocide〉라는 곡으로 끌어내는 것이었다. CBS로 이적하기 위해서는 걸과의 계약을 파기해야 했고, 법적 분쟁이 해결되자 밴드는 처음 두 장의 음반에 대한 권리와 모든 관련 음반을 걸에게 몰수당했다.

## 곡 목록
| #  | 제목                    | 작사·작곡                  | 재생 시간 |
| -- | ----------------------- | -------------------------- | --------- |
| 1. | 〈Sinner〉              | 롭 핼퍼드, 글렌 팁톤       | 6:45      |
| 2. | 〈Diamonds & Rust〉     | 존 바에즈                  | 3:27      |
| 3. | 〈Starbreaker〉         | 핼퍼드, K. K. 다우닝, 팁톤 | 4:49      |
| 4. | 〈Last Rose of Summer〉 | 핼퍼드, 팁톤               | 5:37      |

| #  | 제목                                | 작사·작곡            | 재생 시간 |
| -- | ----------------------------------- | -------------------- | --------- |
| 5. | 〈Let Us Prey/Call for the Priest〉 | 핼퍼드, 다우닝, 팁톤 | 6:12      |
| 6. | 〈Raw Deal〉                        | 핼퍼드, 팁톤         | 6:00      |
| 7. | 〈Here Come the Tears〉             | 핼퍼드, 팁톤         | 4:36      |
| 8. | 〈Dissident Aggressor〉             | 핼퍼드, 다우닝, 팁톤 | 3:07      |

## 인증
| 국가                       | 인증 | 판매량/출하량 |
| -------------------------- | ---- | ------------- |
| 미국 (RIAA)                | 골드 | 500,000^      |
| ^출하량을 기반으로 한 인증 |      |               |